# 浅香あき恵
浅香 あき恵（あさか あきえ、1956年10月23日 - ）は、日本のお笑いタレント、コメディエンヌ。吉本新喜劇の座員。大分県大分市出身。吉本興業所属。
本名は佐藤 秋恵（さとう あきえ）、旧姓は首藤。旧名は浅香 秋恵、小田 真理。夫は新喜劇団員で元Wヤングの佐藤武志。

## 来歴・人物
高校2年生で家庭が大分から大阪に引っ越し、大阪市立天王寺商業高等学校卒業。中学生の頃、学芸会で誰も引き受けなかった老婆役を任され、その演技が好評だったことで演劇に目覚め、高校時代は演劇部に所属する。高校卒業後は一時期東京にも出て映画『愛と誠』の早乙女愛役や文学座養成所に応募するなど様々な女優オーディションに応募していたが果たせず。劇団員を目指して大阪で引き続き劇団へのオーディションに応募しつつアルバイトをしていた。
近所の喫茶店のマスターから吉本を紹介され、なんば花月の進行役として入ったのがきっかけで、1976年に吉本新喜劇に入団した。
浅香秋恵の芸名でデビューし、マドンナとして活動（『吉本ギャグ100連発2』では共演者から罵倒されたり、言うことを聞かなかったときに怒り出す芸を披露していた。現在この芸は未知やすえや五十嵐サキに受け継がれている）。
間寛平、木村進、船場太郎らアクの強い座長陣を向こうに回して一歩も引かない舞台根性を見せ人気を得るが、1989年「新喜劇やめよッカナ?キャンペーン」期間中に退団し、同時期に退団した島田一の介と漫才コンビ（あき恵がボケ役）を結成する。この時の芸名は"心機一転"ということで吉本社員の勧めで「小田真理」と名乗った（実は「小田真理」というのは、大阪の有名なオカマの名で、それを知りながらの社員のいたずらだった）。しかしコンビはあまり長続きせず、当時あき恵に嫉妬している交際相手がいた一の介に懇願されて1年半後に解散し、木村政雄に直談判して吉本新喜劇に再入団、浅香あき恵に改名した。この頃に佐藤武志と結婚している。
のちに新喜劇に復帰した一の介と共に、近年、舞台での舞台に脇役としてほとんど毎回立っている。
2011年8月30日 - 9月5日の期間、浅香あき恵35周年記念公演として、NGKにて座長公演「ハートは天使（エンジェル）」を開催した。また、「あぶら祭り」と称して、来場者全員に「あき恵特製・あぶらとり紙」をプレゼントした。
2017年3月25日、芸能生活40年記念公演「あき恵ちゃん祭り～未来に向けてがんばルンバ～」を開催。同公演のポスターを実の娘が製作した。
ほぼ毎日更新されている自身のブログがなるみ・岡村の過ぎるTVで取り上げられていてよしもとのブログランキングではアクセス数が常に上位である。
自他ともに認める大のイケメン好きであり、好みの後輩芸人を飲みに連れては酔っ払った際に自身を「ローズちゃん」という謎のあだ名を後輩に強制的に呼ばせボディータッチなどのセクハラも行う。

## 芸風
座長の世代交代が進む一方年齢の高い女性座員が少ないこともあり、役柄は癇癪もちで傲慢な女社長役からストーカーのような恋人役、気丈な母親役までと幅広くこなす。また声も、アニメ声から野太い声まで自在に使いこなすことができる。ストーカー役で出演する際は派手な衣装を身に纏って登場する。
当初はマドンナとしての出番が多かったが、その後は島田珠代の代わりに"ブサイク"や"汚いもの"扱いされており、"きれいどころ"の扱いは近年は極めて稀である。ただしマドンナ時代から、桑原和男扮するおばあちゃんにどつきまわされたり、池乃めだかにカニばさみにされるなど、今のマドンナ役からは考えられないほどの汚れ役も引き受けていた。
石田靖に歯向かうとプロレス技（足を持って振り回される「ジャイアント・スイング」、その後みぞおち付近にエルボードロップ）をかけられてフラフラにされる役も持っており、2007年3月20日からの公演では上演のたびにケガをしつつも、楽屋に笑顔で戻るという芸人らしさを持っている。

## イジリ

### 登場時のお約束
- 一同「ブ〜ッサイクやなー」（浅香の顔を見るなり全員で合唱）そのあとあき恵は「オーマイガー」となぜか英語で返すことが多い。
- 辻本茂雄：「B・U・S・A・I・K・U、ブサイクッ! 何じゃその顔〜〜!」
- 臭っ!（第一の発声は内場勝則や烏川耕一、辻本茂雄であることが多い）

### 座長それぞれのイジリ方
内場勝則の場合：
- 「なんですかその顔面…今までよう生きてこられましたね」
- 「ウチは不細工を取り扱ってないんですよ」
- 「大変おブサイクな方で…」
- 「交通事故に遭われたとか…せやないとこんな顔なれへんわー」
- 内場が夫役で、その妻役として出演した際のやり取り
（浅香）「あなた〜!、あなた〜。」
（内場）「あき恵、そんな大きな声であなた、あなた、言うな。人が聞いたら夫婦や思うやろ」
（浅香）「夫婦やないの」
（内場）「嫌やねん、辛いねん、しんどいねん」
（浅香）「愛し愛されて夫婦になったやないの」
（内場）「たまたまや」
（浅香）「違う!」
- 夫婦役の時「なんでこんなブサイクな方と結婚したんですか?」と聞かれ

「泥酔してまして」「合コンの罰ゲーム」
- 「あんた足臭いな」「靴下はけや〜足臭いから」（なお、このセリフは『顔に』靴下を履けという意味である）
- 「せっかくの不細工が台無しじゃないですかー。いや間違えました、せっかくのキレイな顔が台無しになってしまっ『た』じゃないですか〜」

と言い、「一緒や、なんで過去形なんや?」と怒られる。
- （浅香）「世の中がどれだけ広くたって、鼻の頭から重油が出る人（顔が足臭い人）なんて見たことある?」と言われたことに対して、（内場）「俺も初めてやからびっくりしとんねやないかい!!」と逆ギレして早口でまくし立て、「それできたら偉いんか!! すみません、僕はできません!! すいません!!」と謝る。他の共演者も一緒に謝ることも。

小籔千豊の場合：
- （小籔）「なんですかあんたぶっさいくな」

（浅香）「失礼でしょあなた、私はね○○（沢尻エリカ、黒木瞳、松嶋菜々子、倖田來未など）に似てるって言われてるのよ」
（小籔）「（すごい怒った形相で）嘘つけコラ! そんなもん○○のほうがものすごい別嬪や、お前なんかと比べるとツキとスッポンや、スッポン言うても亀のほうのスッポンちゃうぞ、トイレのほうのスッポンやお前は!!」
（浅香）「それウンコを吸い出す道具でしょ?」
（小籔）「ウンコを吸い出せお前みたいなもん、トイレ入って、あ、ここ大するとこかな思って、ドア開けて、そこに大きな水道があって、ホースがあって、バケツがあるところに刺さっとけお前は!!!」辻本がいた場合拍手することがある。
辻本茂雄の場合：
- （浅香）「初対面やのに失礼な人ね」

（辻本）「初対面やのに失礼なブサイクね」
（浅香）「何ですって?」
（辻本）「ブサイクですって?」
（浅香）「何なのよ!」
（辻本）「ブサイクなのよ!」
（浅香）「気悪いわよ」
（辻本）「顔悪いわよ」
（浅香）「（裏声で）腹立つわね〜」
（辻本）「（高い声で）ブサイクやわね〜」
（浅香）「ああ言えばこう言う」
（辻本）「ああ言えばブサイク」
（浅香）「もういい、もういい」
（辻本）「もうブサイク、もうブサイク」
（浅香）「あ〜〜〜〜くやしぃ〜〜〜〜〜!! 」
（辻本）「ブサイク〜〜〜〜〜〜〜〜〜! 」
（浅香）「んあ〜〜〜〜〜〜〜!!」（地団駄を踏み、顔を変化させる）
（辻本）「その顔は真似できんわ」
- 「B・U・S・A・I・K・U、ブサイク!」と言われる。
- 他にも浅香が女将やオーナーだった場合、他の従業員がミスをした茂造を報告を受けた際

（従業員）「また茂造さんがお客さんを怒らせたんですよ」
（浅香）「茂造さん、あなたはクビです!」
（辻本）「許してください米倉涼子（上記の名前を出す場合もある）」
（浅香）「許しましょう」
となって他の従業員がコケる。
※内場勝則も、辻本と同じようなイジリをすることも多い。また、石田靖が同じようなイジリをすることもある。
吉田ヒロの場合：「油」ネタを多用。
- 顔を近づけて「臭っ! んやこの匂いは…重油や!」
- 「ちょっと臭いからどっか行けや」
- 「どないしたその顔面…わかった! キャタピラに巻きこまれたんや! そうやないとこんな顔なれへんもん!」
- 「お宅の顔は、ブサイクとかそういうレベルやない! シャレならん! えげつない!」
- 油で滑ってこけたフリをする。一同こけるが、浅香は一人だけ置いてけぼりにされる。

※油ネタは滑ってこけるフリも含め、内場勝則もやる。
座長ではないが副座長安尾信乃助の場合：
- （安尾）「汚い顔ですね、帰ってください」

（浅香）「おやめなさい、人を○○（ババタレ猫、汚い女）のように」
（安尾）「○○（猫、女）は余計です」
（浅香）「それ単なる○○（ババタレ、汚い）じゃないのよ」
（安尾）「そうなんですよ、帰ってください」
または
（安尾）「崖から落ちたん?」
（浅香）「落ちてないわよ!」
（安尾）「顔から崖から落ちたん?」
（浅香）「そんなことしたら、顔がぐちゃぐちゃになってしまうでしょ!」
（安尾）「なってしまってるでしょ!」
（浅香）「なってないわよ!」
（安尾）「特殊メイク?」
（浅香）「（舌を巻きながら）ナチュラルルルルルメイクや!」
（安尾）「自然ですかぁ〜? うわ怖いわ自然って…」
（浅香）「何を言ってんのよ!」
のどちらかの後に以下のように続く。
（浅香）「まったく、おかしなこと言う人ね」
（安尾）「まったく、おかしな顔の人ね」
（浅香）「まったく口の減らない人ね」
（安尾）「まったく顔の汚い人ね」
（浅香）「気悪いわよ!」
（安尾）「顔悪いわよ!」
（浅香）「もう〜頭にきたな〜!」
（安尾）「もう〜顔がきた（汚）な〜!」
（浅香）「ム・カ・ツ・ク〜!」
（安尾）「ブ・サ・イ・ク〜!」
- 浅香が人質に取られた時、犯人が「この女殺すぞ!」というと、安尾は「好きにせえ!」と返す。

同じく桑原和男。
- 「あーらなんて汚い顔」
- 「石油タンカーですか?」

池乃めだか。
- （目をそむけながら）「不細・・。、いや綺麗ですよ、奥さんは」「あき恵、お前ほんまにぶさ、いや綺麗やなあ」

（浅香）「ちゃんと私の顔を見て言って下さい」（と強引にめだかの首を自分の方に向けようとするが、めだかは目を合わせない）
（めだか）「ほんまきれいや」（泣き出す）
（浅香）「何泣いとんねん」
（*そうやって散々いじり倒し、浅香が自分たちより身分の高い人と判明すると…
- 一同「なんとお美しい…」（小籔千豊が多用）
- 浅香「遅いわ!!」と靴を飛ばす。
- その靴を拾った共演者（主に内場）が「（サイズが）28cm…」「25や!!」
- 下の名前を言って「誰が〜や、ボケー!」とどつかれる。
- 刑事や警官など拳銃を持った役柄の人間（特に辻本や内場）には、劇中銃を乱射されることが多い。
- 他のブサイクキャラクター(たかおみゆき、島田珠代、岡田直子など)からブサイクといじられ「あなたにだけは言われたくない」と言うと、「あなたにだけは言えるんです」と言われる。最終的にケンカになるが、安尾などが2人を制して「引き分け」などと言う。

## 持ちギャグ
- 「黒木瞳です」
- 「松嶋菜々子です」
- 「いやあぁあ〜〜〜〜」と甲高い叫び声を上げ、共演者が「何や?昼休みのサイレンか?」「プレイボーーーール!!」などと言って去って行こうとする。叫び声は、以前は本当にサイレンのように尻すぼみだったが、最近では自分で調整して、語尾をきれいに止めるようになっている。
- 登場後にアルバイト役などの共演者から上記のイジリをされたあとでアルバイト役に向かって「誰や！誰やぁ〜誰ぇ〜」
- 上司役として、自分を怒らせた部下役に「申し訳ありませんでした、チェ・ジウ（他にも米倉涼子など）」と持ち上げられ、「がんばりなさい」と態度を豹変させ、機嫌を直す（このギャグは未知やすえなども使用する）。
- 男を褒める場面で散々「目が坂口憲二」、「口元がオダギリジョー」と言っておいて、「全体の雰囲気はウド鈴木（相手が中田はじめの時にはキム・ジョンイルなどもある）」などと落とす。島田一の介の場合は、松山千春、サンプラザ中野くん、竹中直人、モト冬樹などと言い、「皆禿げとう人やないか！」とつっこまれる。辻本茂雄に対してはど根性ガエルの梅さん、清水けんじにはえなりかずきと言うこともある。
- 「いただきまーす」と相手に飛びかかる。そして自分がやっておいて「男の人って怖いわ」（このセリフのギャグは以前に未知やすえも使っていたが、やすえの場合は相手方の男性を散々いたぶっておいてから使う。現在は「怖かった〜」でボケる）。「この人が私を襲うんです」とボケる。
- 生き別れた、あるいは勘当された親子が再会したり、仲直りする所を物陰から見ていて感動のあまり野太い声で「うわーーん」と泣く（この野太い声で泣くネタはもともとは南喜代子のもの）。共演者はそれを聞いて「なんや地震か」「時報のサイレン」「皆さん気ぃつけて、仲間呼んでるから、不細工に包囲される」とボケる。
- 何かの拍子で笑い出すと、「オッホッホッホッホ! コケー! コッコッコッコッコ!」と、ニワトリになる。
- ヤクザ役（もしくは強盗犯）に啖呵を切るが「べっぴんさんは下がっとれ!!」と言われ、照れた顔で引き下がる。
- 「あき恵さん（役回りで呼ばれる事が多いので社長さん、女将さん、店長さんと呼ばれる）入ってきたら急に臭くなりましたわ〜」というギャグがある（主にすっちーが使用）。
- 男と間違われたときは「誰がおっさんや!どう見ても女子やろ!」と怒り、「しょうもないこと抜かすな!ボケ!アホ!なめとったらアカンで、ホンマ。怒るでしかし!ホンマに」と横山やすしのモノマネをする。「おっさんやないですか」とツッコまれると「おっさんじゃないの、今のはやっさんよ」とボケる。その後「やっさんもおっさんや!」とツッコまれる（その後に「さよけ!」や、「そうでっか!」などと返す時もある）。
- 突き飛ばされたりして倒れ込んだ拍子に、裏声でエイリアン風のキャラクターを演じることがある。他の出演者が十字を切るともがき苦しむノリつっこみをするが、ほどなく元の役所のキャラクターに戻る。その後、「やめて頂戴、これ中途半端に恥ずかしいのよ。」とつっこむ。
- 年齢を称するときには「歳は二十歳過ぎ」と思い切りぼかし、内場などからは「言われんでも分かっとるわ〜、過ぎて戻ってまた過ぎとるんちゃうか〜」などとツッコまれる。
- 上記の「ブ～ッサイクやなぁ」とイジられた後に徐に観客席に近づき、両手と右足を突き出しながら「Oh my god」と叫び出す事もある。その後は大抵「誰に言うてねん!」などのツッコミを受ける。
- 共演者から「鼻から油がポタポタ垂れてますよ」と言われ、「そんな訳ないでしょ」と返すが、その発言をした者が浅香の前でコケる（床の油で滑ったフリをする）。それに続いて他の共演者も浅香の前でコケるが、大抵3回目の共演者は下手なコケ方を見せ、浅香に「下手くそ〜!」と怒鳴られる（その後に上記の横山やすしのモノマネに続くパターンもある）。

以下は時々歳不相応な役を演じた時（ストーカーっぽい役）に見せるギャグ。
- 「愛してるるるるん!」と言って投げキッスをする。標的となった男性はサッとかわしたり、手で受け止めて踏みつける。場合によっては手でキャッチして「あっ、動いてる動いてる!」などと言いながら周囲にパスし「いや、やめてくださいよ～」などと言いながらキャッチボールになる（おもに内場と安尾のコンビが用いる）。流れ弾のように標的の男性の後ろに立っている人に当たる場合もあり、当たった人は「ギャ〜!」と悶え苦しむボケを展開する。
- エル・オー・ブイ・イー、LOVE!!と言いながら、手で英文字を作る。ツッコミ「出来てない!」「YMCAになってるやん!!」。
- セリフの節々で、「（勿論を）モチのロンよ」や「冗談はよし子ちゃんよ」などと古臭いダジャレを言い、その度ごとに「昭和の匂いがプンプンする」とツッコまれている。
- 「あなたのことを思うと、夜も満足に寝れなかったわ。だからお昼寝するの」と言い、周囲から「いや、寝とるやん！」「だからや！昼寝るから夜寝られんのやないかい！」とツッコまれる。

## 現在の出演番組

### テレビ
- 「よしもと新喜劇」（毎日放送）
- 「なるみ・岡村の過ぎるTV」（朝日放送テレビ）
- 「よんチャンTV」（MBSテレビ）- 金曜月1レギュラー

## 過去の出演番組

### テレビ
- 「ぐるっと関西プラス」（NHK） - 「新・大人の遠足 上方落語紀行」ロケ担当
- 「八光のじもとモット!」（テレビ大阪） - 2013年9月14日放送分で、若い頃住んでいた我孫子界隈を月亭八光と散策しつつ、吉本新喜劇入団の経緯などを語った。
- 「おはよう朝日です」（ABCテレビ）
- 「ちちんぷいぷい」（毎日放送） - 金曜日・金曜事件簿
- 「それいけ!新伍迷探偵」（MBSテレビ）
- 「声ガール!」第6話ゲスト（ABCテレビ） - 主人公たちが暮らす寮の近所のおばちゃん役

### ラジオ
- あき恵ちゃんのチョベリグラジオ（MBSラジオ） - 芸能生活40周年記念特番

### CM
- 奈良健康ランド（ほしのあきと共演）

## 作品

### 配信限定シングル
- ｢ポジティブシンキング｣（2019年10月23日）